# 지박소년 하나코 군
지박소년 하나코 군(地縛少年花子くん)는 아이다 이로가 창작한 일본의 만화이다. 「월간 G 판타지」(스퀘어 에닉스)에서 2014년 7월호부터 발간 중이다.

## 애니메이션 평가
지박소년 하나코 군이 애니화 돼 방영된 초기에는 좋은 평판이 많았지만 아쉬운 부분도 많이 있었던 것으로 보인다. 특히 작화 붕괴가 매우 많았다. 내용 순서도 많이 다르고, 원작의 중요한 사건 또한 빠졌다.

## 애니메이션 방영시간
일본에서는 2020년 1월부터 3월까지 금요일 새벽 1시 58분에 일본 방송 TBS에서 방영하고, 한국에서는 일요일 밤 11시 애니플러스에서 방영하였다. 일본에서는 2020년 3월 26일 목요일 마지막화(12화)가 방영되었다.

## 등장인물

### 주연
야시로 네네
성우-키토 아카리/전진아
하나코 군(유기 아마네)
성우-오가타 메구미/강희선 (애니원)/이현주 (투니버스)
미나모토 코우
성우-치바 쇼야/류승곤

### 등장인물 설명
야시로 네네/15: 하나코의 조수이며 하나코를 알아가는 중이다(하나코에 대해 많이 알고 싶은 듯 하다. 16시의 서고 참고). 물에 닿으면 비늘이 돋아나거나, 물고기로 변한다.(비늘이 옷이나 스타킹 위로도 돋아난다.)
_무다리가 콤플렉스다.
수명이 얼마 안 남았었지만 현재는 아오이의 수명을 받아 살고 있다.
좋아하는 간식은 딸기 찹쌀떡이다.
주 무기는 박치기(하나코만),주먹이다.
취미는 원예.
고민은 남자 운이 없는 것이라고 한다.
하나코 (생전:유기 아마네): 7번째 불가사의의 7번째이자 리더.
_수제 도넛을 좋아한다.
네네에게 호감을 느끼는 것 같은 모습이 보이기도 한다.
쌍둥이인 동생 츠카사와 매우 닮았으며 생전에 자신이 죽인 츠카사에게 트라우마가 있는 듯 하다.
아주 어렸을 때 심장이 안좋아 죽을뻔 했지만 츠카사가 빨간집에서 소원을 빌어 건강해지고 대가로 진짜 츠카사를 잃었다.
좋아하는 간식은 도넛이다.
주 무기는 식칼이다.
취미는 화투.
고민은 못케에게 계속 화투를 지는 것이라고 한다
미나모토 코우/14: 등장부터 하나코를 봉인하려 들지만 오히려 자신의 무기를 봉인을 당한다. 코우의 형인 테루와는 달리 코우는 하나코를 통해 착한 괴이도 있다고 생각한다. 그 뒤로 하나코를 네네와 함께 알아가고 있다.
_도깨비가면을 무서워한다.
좋아하는 간식은 고구마양갱이다.
취미는 집안일이다.
주 무기는 뇌전장이다.
요리 실력이 굉장한데 그 이유는 돌아가신 어머니를 그리워 하며 요리를 했기 때문이라고 한다.
어머니는 코우가 9살때 병으로 돌아가셨다.

### 카모메 학원
아오이 아카네/15: 7대 불가사의 중 시간을 지배하는 3명중 1명. 아오이를 좋아하며 소꿉친구다. 고백할 때마다 아오이는 아카네의 고백을 거절해 아카네는 그동안 수도 없이 차였다. 시간을  멈추는 능력을 가지고 있다. 단 카모메 학원 안에서만 하루에 3번 총 15분 사용할 수 있다 (한번에 5분 씩). 학생회 부회장이다.
_예전에 아오이가 친구인 야마부키 레몬을 좋아한 적이 있어 거의 죽기 직전까지 방망이로 팼다고 한다.
좋아하는 간식은 아오이 아카네와 같은 라즈베리파이인데 좋아하는 간식을 아카네 아오이와 같게 맞추었다고 한다.
또 아오이가 만들어준 음식이라고 하지만 여태껏 만들어준적은 없다 한다.
안경을 썼을때는 괴이가 보이지 않지만, 빼면 괴이가 보이도록 미나모토 테루가 일종의 술법을 걸어주었다.아카네는 항상 위급상황을 대비해 시간정지의 힘을 아껴놓았다가 아무일도 없이 넘어가는 날은 하교시간에 3번의 힘을 아오이를 보는것에 몰아서 쓴다고 한다.
(3번 연속으로)
미나모토 테루/18: 코우의 형이며 네네가 하나코에게 소원을 빌어 연인이 되고싶어 했던 사람. 학교 안에선 인기많은 학생회장이지만 학교 밖에선 퇴마사로서 괴이를 잡는다.
_하나코가 착한 괴이라고 생각하는 동생 미나모토 코우와는 달리 착한 괴이는 없다고 생각하지만 여동생 미나모토 티아라가 좋아하는 괴이인 못케에 대해서는 관대하다고 한다.
괴이를 막느라 휴식시간이 적다.
학교에서 잘생기고 공부도 잘해 남녀 불문하고 인기가 매우 많다.
동생을 매우 아끼며 학생회 회장이다.
요리를 매우 못한다고 한다.
좋아하는 간식은 스위트 포테이토이다.
아카네 아오이/15: 네네의 친구. 괴이에 대한 소문을 네네에게 들려준다. 아오이가 알려준 소문은 항상 들어 맞는다. 아오이 아카네와는 소꿉친구 사이이다.
_아오이 아카네와 결혼하면 이름이 아오이 아오이가 된다는 이유로 아카네의 고백을 계속 거절하고 있다.
원본에서 점수를 2~3점 정도로만 주지만 ♡가 붙은 것을 보면 좋아하긴 한듯하다.
학교에서 예쁘게 생겨 인기가 매우 많다.
자신의 조상인 아카네 스미레와 닮았다. 또한 성격도 비슷하다.
현재는 피안에 남겨져 하나코(생전:유기 아마네)를 만나 기차에 탔다가 아오이 아카네를 만났다.
좋아하는 간식은 라즈베리파이이다.

### 7대 불가사의
세 사람의 시계지기 (미방영, 원작에서만 등장)
관리인: 카코(과거), 아오이 아카네(현재), 미라이(미래)
능력:카고는 시간을 되돌리고, 아카네는 시간을 멈추게 한다. 미라이는 시간을 흐르게 한다.
카코는 일본어로 과거를 뜻하고, 미라이는 일본어로 미래를 뜻한다.
(제 1 불가사의)
미사키 계단
관리인: 야코
신물: 미사키가 준 가위
능력: 제대로 미사키 모형을 만들지 못한 사람을 없앤다.(제 2불가사의)
좋아하는 간식은 시베리아.
거울지옥
관리인: 전 거울지옥의 주인은 츠카사가 죽여 심장을 미츠바에게 먹였기 때문에 미츠바가 7대 불가사의가 되었다.(현)미츠바 소스케
능력:학교 내 거울이 있는 곳에 어디든 갈 수있다.(제 3불가사의)
좋아하는 간식은 푸딩.
신물:천장거울
미술실의 시지마 양 (미방영, 원작에서만 등장)
관리인:시지마 메이
능력:자신이 그린 그림 안에 사람을 가둬둔다.
나가고 싶다면 시지마 메이의 말을 따라야 한다.(제 4불가사의)
신물:시지마의 소중한 스케치북
16시의 서고
관리인: 츠치모고리
신물:아마네(하나코)가 준 월석
능력: 서고에 있는 책들은 학교에 다니는 사람들의 운명이 적혀있고 이미 죽은 사람의 책도 존재한다. 산 사람의 책은 흰색, 죽은 자의 책은 검은색, 그리고 빨간색의 책도 존재하는데 산자가 미래를 너무 많이 읽어 버리면 그 책이 빨간색으로 변해버리는데 빨간색 책을 읽으면 좋지않은 일이 일어난다고 한다. 좋아하는 간식은 수제 사탕.(제 5불가사의)
6대 불가사의 (미방영, 원작에서만 등장, 2기 2쿨 등장예정)
관리인: 사신(별명) 본명: 하쿠보
신물: 아카네 아오이의 조상인 아카네 스미레
능력: 죽은 생명을 다시 살리거나 살아있는 생명을 죽이는 것 또한 가능하다.(제 6불가사의)
여자 화장실의 하나코 씨 (유기 아마네)
성우- 오가타 메구미
관리인: 하나코
신물: 현재까지 안나옴.(아직 신물이 정해지지 않았다는 추측도 있지만 여태까지 가장 가까운 추측은 유기 아마네의 쌍둥이 동생 츠카사일지도 모른다는 추측이다)(제 7불가사의)
인간 조수: 야시로 네네

### 방송부
츠카사(유기 츠카사)
성우- 오가타 메구미
(하나코의 생전)유기 아마네의 쌍둥이 동생이다.또한 하나코에게 트라우마를 생기게 한 인물이며 하나코(유기 아마네)를 무척이나 좋아한다.
_어렸을적 빨간집에서 살다가 아픈 아마네(하나코)를 낫게해달라고 소원을 빌어 대가로 영혼을 뺏기고 육체에는 가짜 츠카사(빨간집에 소원을 들어주는 영혼)가 들어갔다.
좋아하는건 아마네(하나코)이다.
(유기 아마네는 죽어서 하나코가 되었지만 쌍둥이 동생인 츠카사는 꼬박꼬박 "아마네"라고 부른다.)
휴가 나츠히코
성우- 미즈시마 타카히로
방송부에서 공기,공기남 또는 공기같은 존재라고 불리며 공기같은 조수 역할을 한다.
_가끔 나나미네 사쿠라를 귀찮게 한다.
좋아하는 간식은 검은콩 전병.
나나미네 사쿠라
성우- 안자이 치카
유기 츠카사의 인간 조수. 소문을 어질러 학교를 소란스럽게 만든다.
_좋아하는 간식은 화과자이다.
미츠바 소스케
성우- 코바야시 다이키
7대 불가사의 중 3번째(현).
생전에 미나모토 코우와 친구였다. 하지만 현재의 미츠바는 츠카사가 만든 또 다른 존재이다.
_츠카사가 원래의 3번째의 심장을 먹여 현재의 3번째가 되었다.
추측이지만 목도리와 나나미네 사쿠라가 퍼뜨린 소문을 보아선 목과 관련된 죽음이라고 보고 있다.
미츠바 소스케의 죽음에 대한 이유는 원작에서 교통사고라고 밝혀졌다.

### 기타
미나모토 티아라: 미나모토 가의 장녀. 못케를 좋아한다.
못케: 사탕을 좋아하는 토끼괴이다. 자질구레한 도둑질을 좋아한다.
_7대 불가사의가 되고 싶어 하는데 만약 7대 불가사의가 된다면 카모메 학원을 멸망시켜서 인간들을 부려 사탕밭을 만들 계획이라고 한다.
못케들은 사탕을 정말 좋아하는데 사탕 중에서 레몬 맛 사탕은 극도로 싫어한다.
왜냐하면 못케는 단 것을 좋아하는데 레몬은 시기 때문에 독처럼 여긴다고 한다.
못케를 한자로 읽으면 물괴인데 반대로 읽으면 괴물이다.
실제로 같은 한자라고 한다.
소문 ㆍ평소에 제자리에 잘 있던 물건이 갑자기 사라진다면 그건 요정님이 훔쳐간것이다. 그 요정님의 모습을 본다면..
고백의 나무/코다마 : 고백을 이루어준다는 나무괴이이다. 하지만 힘을 잃어 현재 모습은 작은 묘목이 되어 작은 화분에 심어졌다.
소문 ㆍ실습원에 있는 큰 나무 아래에서 고백을 하면 둘은 이어진다.
_ 고백을 거절하면 나무에서 사람의 얼굴이 나오며 강제로 이룬다. (현재 불가능)

### 내용주
1. ↑  하나코(아마네) 군 성우와 같은 성우이다.